# جوزيف دينغ
جوزيف دينغ (بالإنجليزية: Joseph Deng) هو منافس ألعاب قوى أسترالي، ولد في 7 يوليو 1998 في Kakuma ‏ في كينيا.

## وصلات خارجية
- جوزيف دينغ على موقع الاتحاد الدولي لألعاب القوى (الإنجليزية)
- جوزيف دينغ على موقع النتائج التاريخية لألعاب القوى الأسترالية (الإنجليزية)
- جوزيف دينغ على موقع اللجنة الأولمبية الدولية (الإنجليزية)
- جوزيف دينغ على موقع اللجنة الأولمبية الأسترالية (الإنجليزية)